# Cementerio de San Andrés (Barcelona)

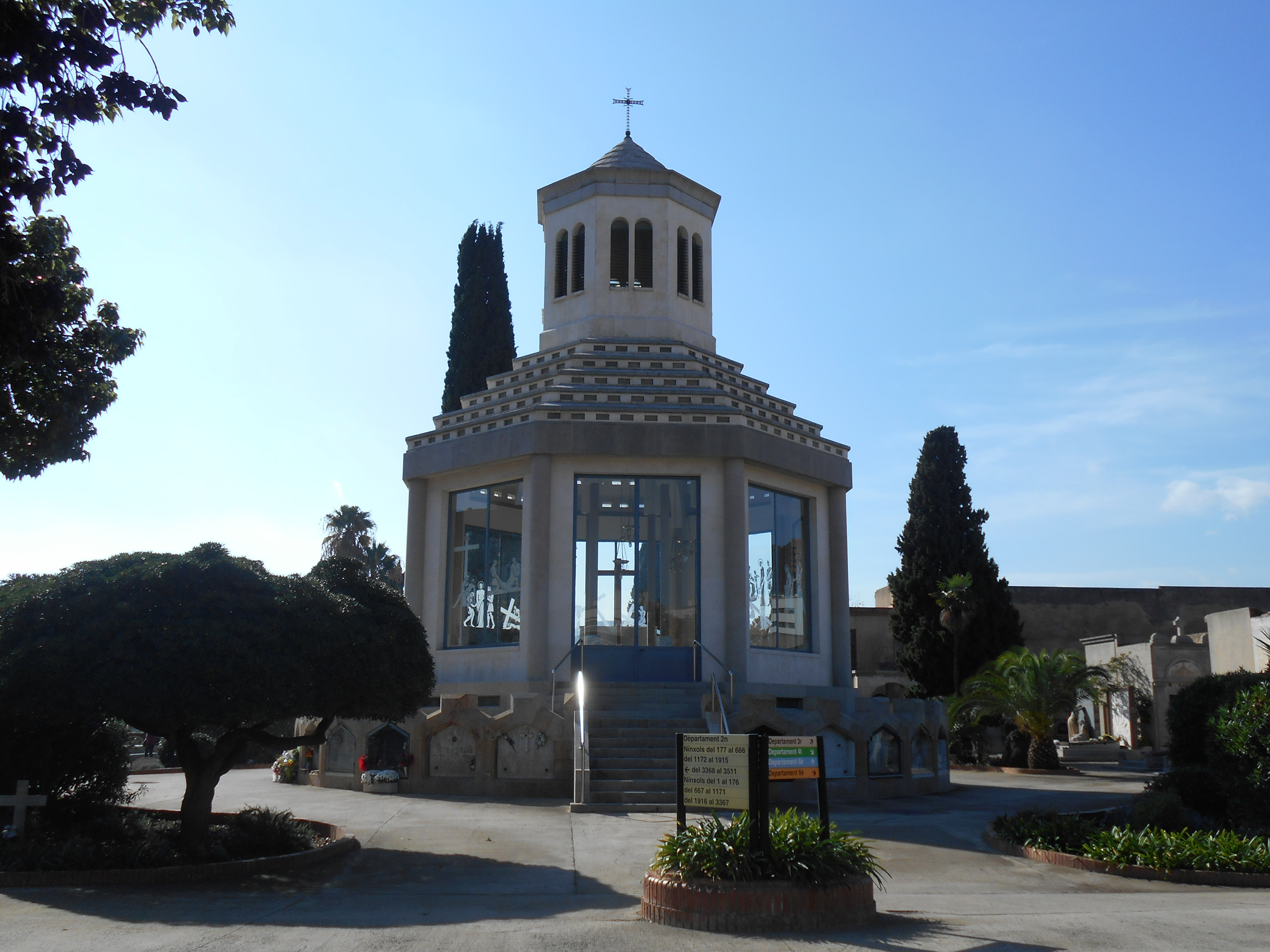
Capilla del cementerio.

El cementerio de San Andrés (en catalán: cementiri de Sant Andreu) se encuentra en Barcelona (España). Se halla en el distrito de Nou Barris, entre las calles Garrofers, Escultor Ordóñez, Pintor Alsamora y la avenida de Río de Janeiro. La entrada principal es por la calle Garrofers 35. Tiene una superficie de 39 021 m² y 29 142 sepulturas (en el año 2002).

## Historia y descripción
Fue creado en 1839 como cementerio municipal de la entonces villa independiente de San Andrés del Palomar, en unos terrenos anteriormente de uso agrícola, la masía de Can Calç. Con la agregación de la villa en 1897 pasó a pertenecer a Barcelona. Por entonces, la Ciudad Condal tenía dos cementerios, el de Pueblo Nuevo y el de Montjuïc. Con la incorporación de los municipios colindantes pasó a disponer también de los cementerios de Horta, Sants, San Gervasio, Les Corts, Sant Genís dels Agudells y Sarrià, además del de San Andrés.
En 1899 se hizo una primera ampliación del recinto, con la incorporación de 500 nichos, a cargo de Pedro Falqués. En 1919 se hizo otra ampliación, realizada por Agustí Domingo Verdaguer, quien se encargó de nuevo de las obras realizadas entre 1924 y 1929, que incluían la nueva fachada de la calle Garrofers, cerca de 5000 nuevos nichos, un recinto de confesión protestante y otro de abortos, un pabellón higiénico, un almacén y dependencias administrativas. En 1951 se instaló también un recinto de confesión judía. La última ampliación fue en 1956-1958, de 5365 m², que incluía una capilla y un campanario, obra de Ramon Tèrmens Mauri.
En el porche de entrada al cementerio por la calle Garrofers se encuentra una estatua de San Andrés elaborada por Antonio Ramón González en 1957. Realizada en alabastro, tiene 2 m de altura, y es una obra figurativa que muestra al santo de pie, vestido con una túnica de aire clásico, con un libro en la mano izquierda —probablemente una Biblia, por la cruz de la solapa— y la mano derecha levantada sosteniendo una cruz en aspa, el instrumento de su martirio.
El recinto del cementerio es cuadrangular, y en el centro destaca una capilla de planta octogonal, construida en 1958 por Ramon Tèrmens Mauri. Tiene todos sus lados acristalados, y está rematada por una linterna también octogonal. Cerca de la capilla se encuentra una alta torre-campanario, de 25 m altura, construida en 1956 igualmente por Ramon Tèrmens Mauri. Tiene forma de monolito, situado sobre una plataforma escalonada de planta octogonal, y es de hormigón armado con revestimiento de cantos rodados.
Dentro del cementerio se halla el Panteón del Soldado, un monumento erigido sobre la sepultura de los soldados del ejército de Urgel, perteneciente al bando sublevado durante la Guerra Civil. Fue construido en 1941 por Juan Gordillo Nieto y Miquel Niubó Munté, a partir de una idea del capitán general Luis Orgaz.  Consta de dos hileras subterráneas de nichos, sobre las que se sitúa un espacio acotado con un altar y una cruz al fondo, y una estatua de un soldado que hace guardia a la entrada. Atribuida erróneamente a Frederic Marès, la estatua es de autor anónimo, y por su significación política ha sido objeto frecuente de vandalismo. Al otro lado del soldado hay un mojón que originalmente tenía el escudo franquista, y que ya en democracia fue cambiado por uno constitucional. En 1995 se añadió una placa con la inscripción «Honor y gloria a los que dieron su vida por la patria».

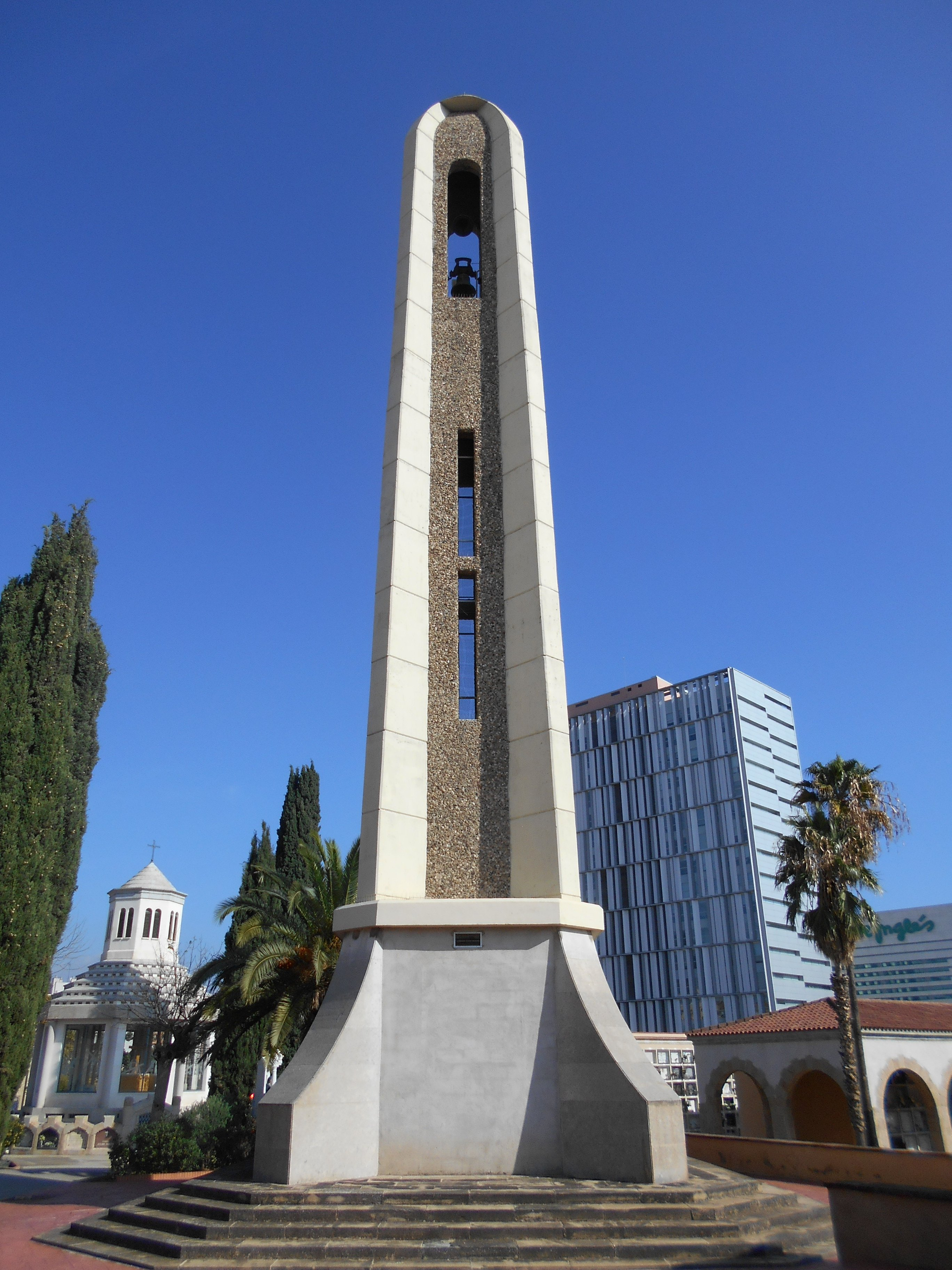
Campanario (1956), de Ramon Tèrmens Mauri.
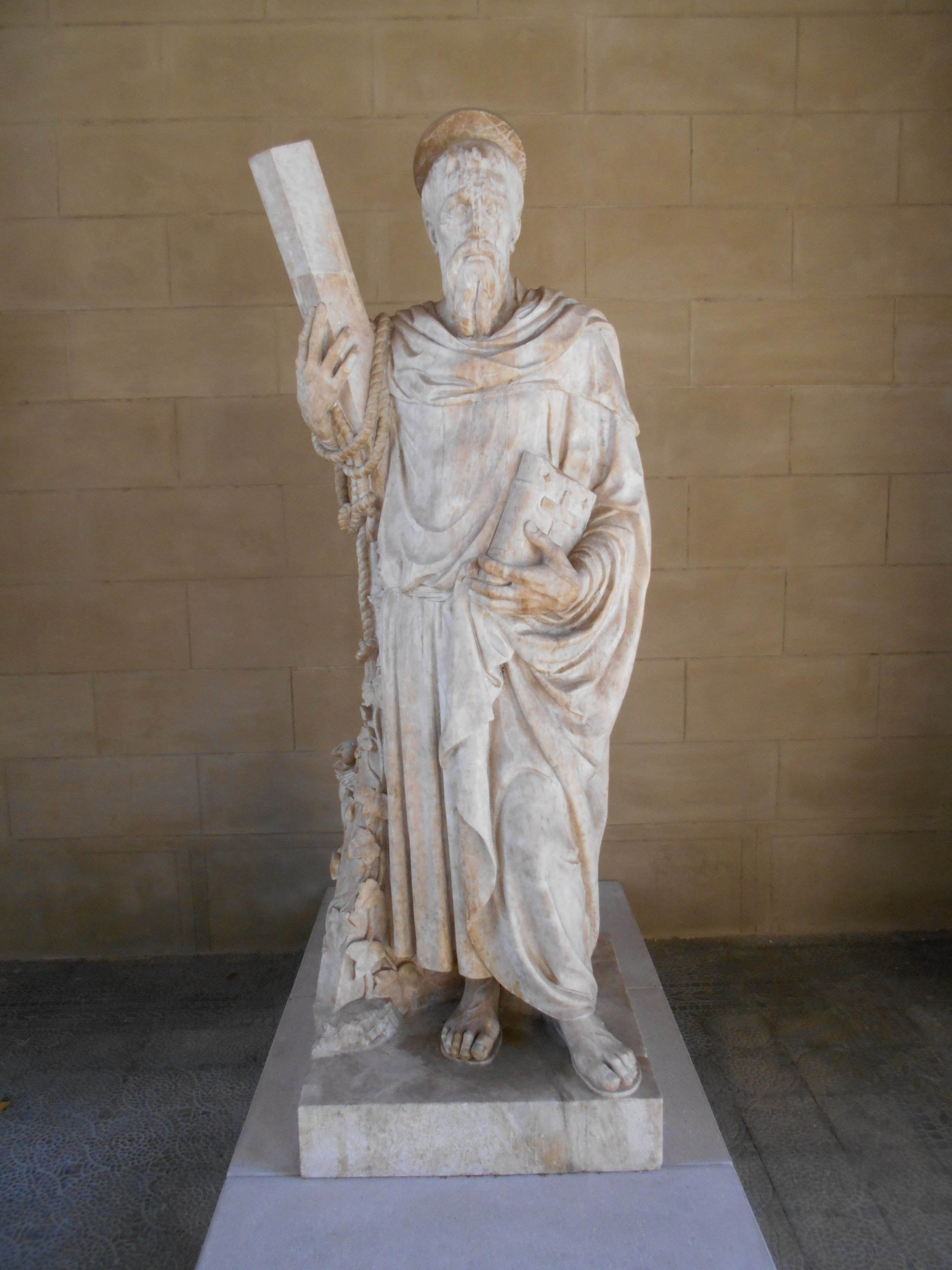
San Andrés (1957), de Antonio Ramón González.
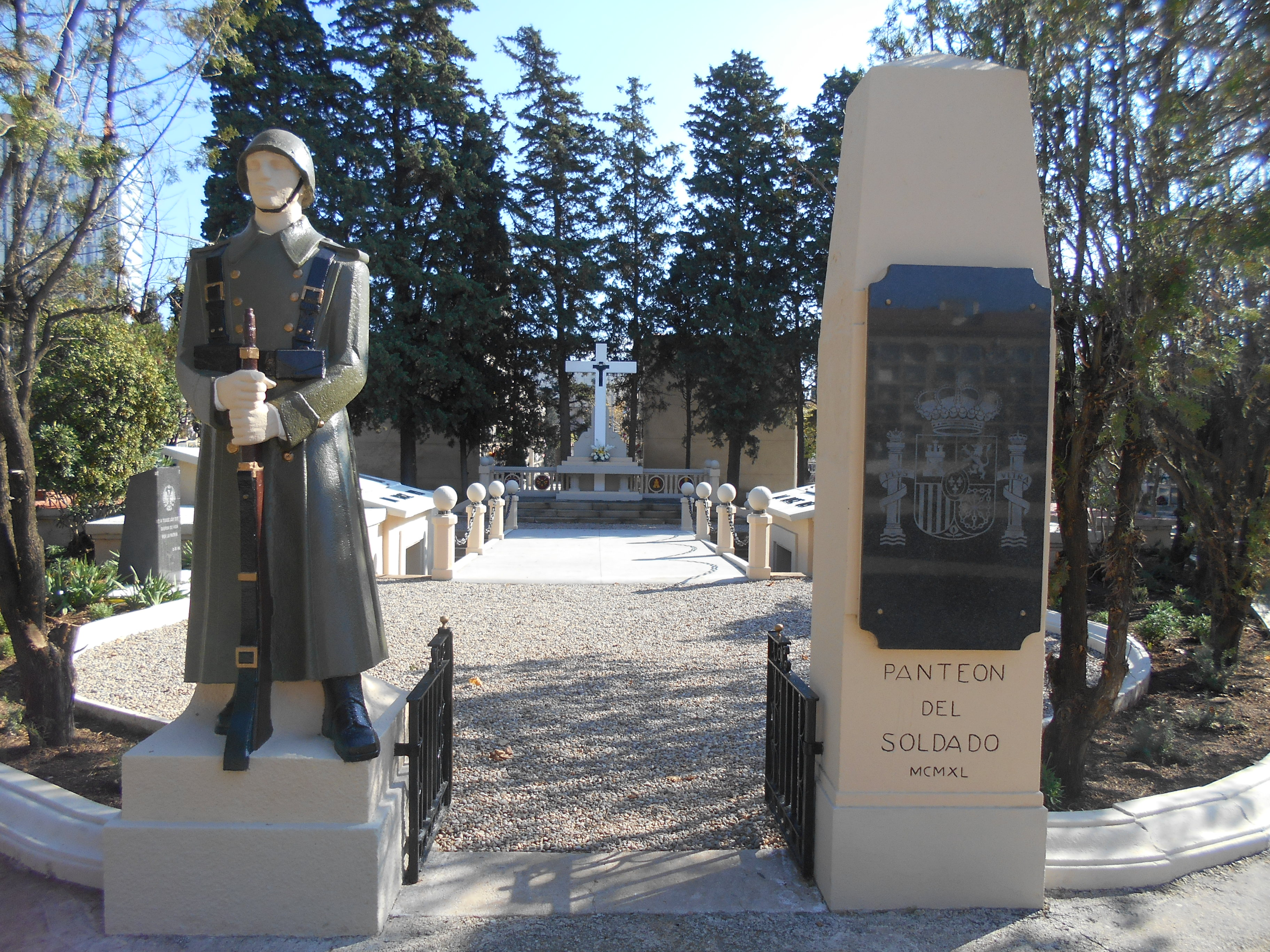
Panteón del Soldado (1941), de Juan Gordillo Nieto y Miquel Niubó Munté.
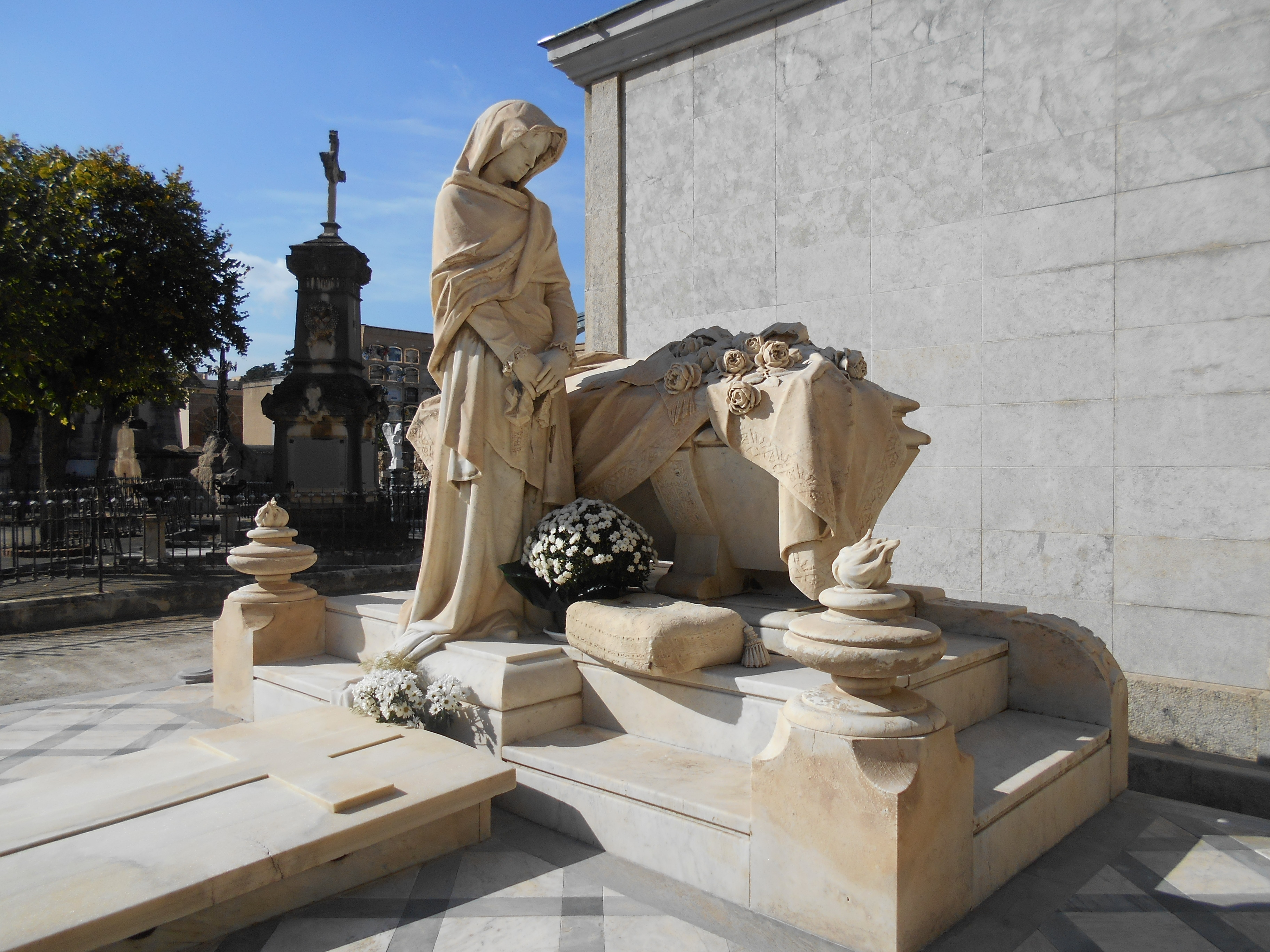
Panteón Martí.
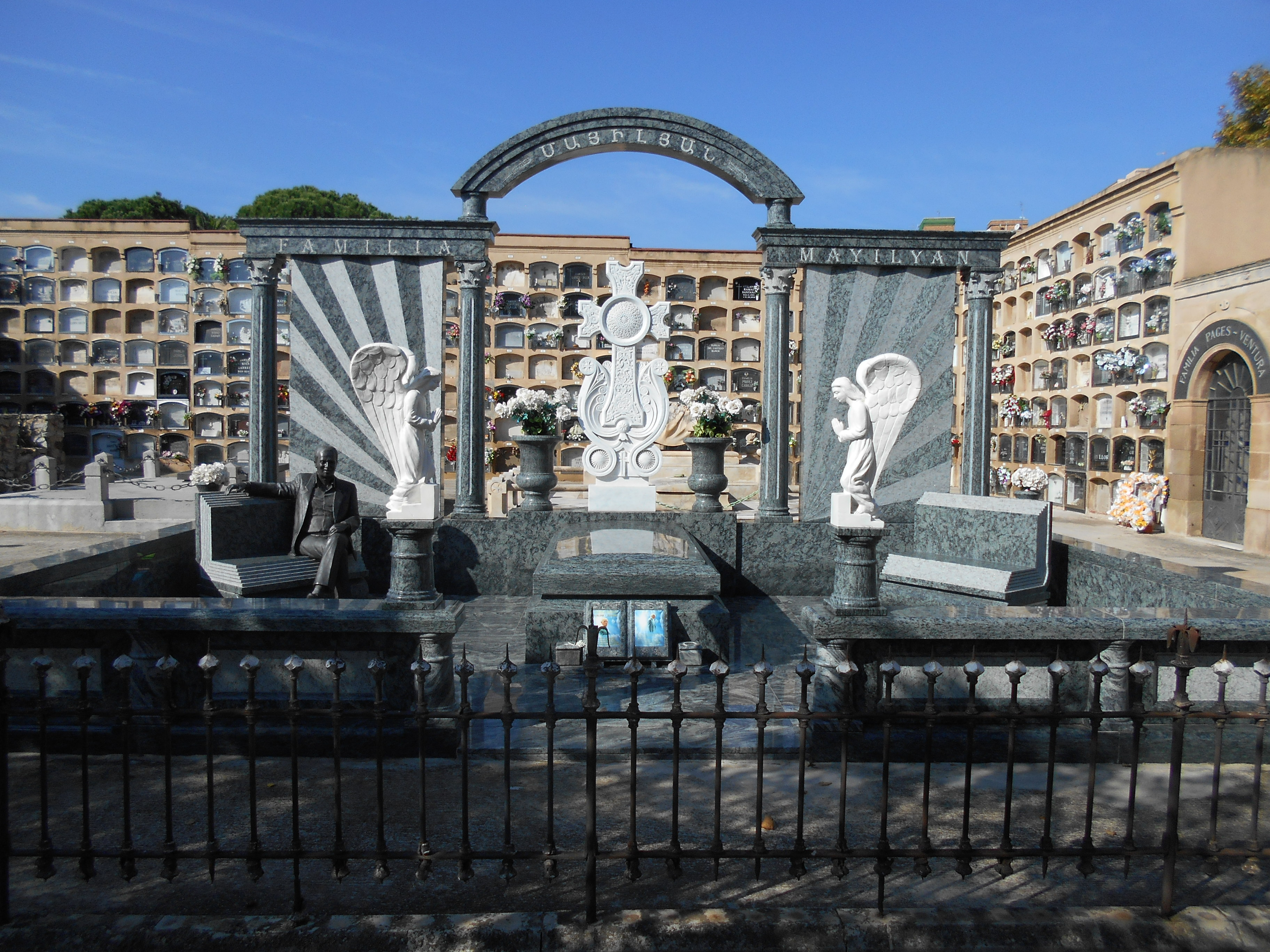
Panteón Mayilyan.